# Eueretagrotis perattentus
Eueretagrotis perattentus (tên tiếng Anh: Two-Spot Dart) là một loài bướm đêm thuộc họ Noctuidae. Nó được tìm thấy ở coast to coast ngang qua miền trung và miền nam Canada, và ở miền bắc Hoa Kỳ, phía nam dọc theo Appalachians tới miền tây North Carolina và Tennessee. There are a few scattered records dọc theo Dãy núi Rocky từ tây nam Montana tới tây nam Arizona.
Sải cánh dài khoảng 32 mm. Con trưởng thành bay từ tháng 6 đến tháng 7.
Ấu trùng ăn Vaccinium và Prunus pennsylvanica.